# Alexandre-Urbain Yvan

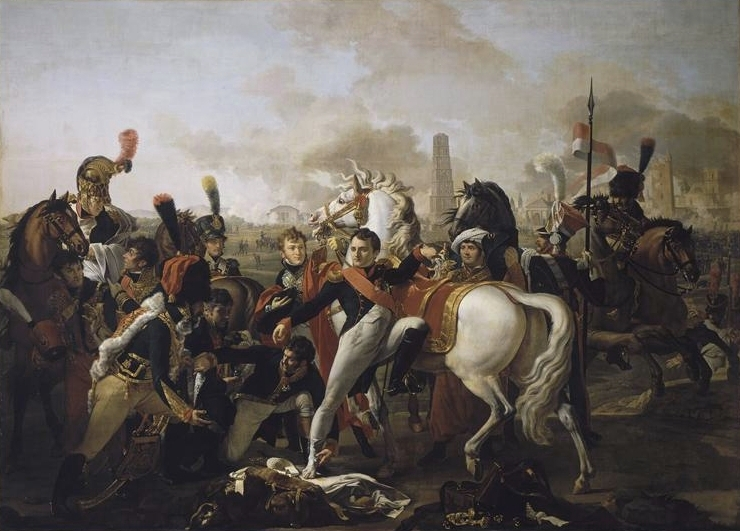
Napoléon Ier, blessé au talon devant Ratisbonne, est soigné par le chirurgien Yvan (tableau de P.C. Gautherot).

Alexandre-Urbain Yvan, né le 28 avril 1765 à Toulon et mort le  30 décembre 1839 à Paris, est un chirurgien français. 

## Biographie
Il fait ses études médicales à l'hôpital militaire de Toulon. Après avoir pris part à la première campagne d'Italie (notamment à Castiglione, Rivoli et Arcole) comme chirurgien au sein de l'armée d'Italie, il devient chirurgien aux Invalides en 1800 et, cette même année, entre au service personnel de Napoléon Bonaparte, succédant à Raphaël Bienvenu Sabatier. Il assistera l'empereur dans toutes ses campagnes.
Il obtient la légion d'honneur en 1807 et le titre de baron d'empire en 1810.
En 1809, il soigne Napoléon, blessé au talon droit devant Ratisbonne, ce qui lui vaut de figurer en bonne place sur le tableau de P.C. Gautherot. 
Chirurgien en chef des Invalides en 1811 (place qu'il occupe jusqu'en 1832), il devient également inspecteur général du service de santé en 1814.
Son rôle dans la tentative de suicide que commit l'Empereur dans la nuit du 12 au 13 avril 1814 n'est pas clair. Craignant d'être accusé responsable de la mort de l'empereur, il s'enfuit et ne reviendra jamais au service de Napoléon.